# Episynlestes cristatus
Episynlestes cristatus – gatunek ważki z rodziny Synlestidae.